# Antihjälte
En antihjälte är en central person i litteratur eller film som saknar klassiska hjältekvaliteter men ändå väcker sympati hos läsaren eller publiken. Antihjältar kan vara skurkaktiga eller goda, klumpiga, jobbiga, fula, sorgliga eller trögtänkta, men alltid i avsaknad av naturliga hjälteegenskaper som snabbhet, kvicktänkthet, stilighet och mod.
Konceptet antihjälte har utvecklats från tendensen hos moderna författare att porträttera skurkarna som komplexa och till och med sympatiska figurer som har motiv som inte är onda i sig, eller till och med är goda. Gränsen mellan antihjälte och skurk är därför inte alltid tydlig.

## Etymologi
Ordet antihjälte finns i svensk skrift sedan 1960. Det är hämtat från engelskans anti-hero med motsvarande betydelse.

## Typer

### Outsidern
En typ av antihjälte känner sig hjälplös, misstror konventionella värden i livet, och har ofta svårt att binda sig till några ideal, men han accepterar och njuter ofta av sin outsider-status. Cyberpunk-genren använder ofta den typen. Även Ignatius i Dumskallarnas sammansvärjning torde kunna räknas till denna kategori.

### Den misslyckade hjälten
En annan typ av antihjälte är figuren som ständigt går från misslyckande till misslyckande, med kortvariga framgångar. Men han ger inte upp och får en sorts framgång som hjälte genom att fortsätta kämpa. Den typen har ofta en djup optimism om sina chanser, men möter, precis som den traditionelle skurken, till slut sitt nederlag. Ett populärt exempel på den här typen är regissören Ed Wood, som i Tim Burtons film framstår som uppenbart talanglös men hans naiva entusiasm och den glädje som han ger sina medarbetare får honom att framstå som väldigt sympatisk. Se också Don Quijote.

### Vigilant
En tredje typ av antihjälte är en vigilant, en figur som har samma föresatser som vilken hjälte som helst, men som menar att "ändamålen helgar medlen". Vigilanter förekommer oftast i serietidningar. Ett typexempel är Matt Murdock som på dagarna arbetar som advokat, men som om nätterna är verksam som den maskerade hämnaren Daredevil. Vigilanter dödar dessemellan, men aldrig dem de anser vara "oskyldiga".

### Den utvecklande hjälten
Det finns också en typ av antihjälte som börjar historien med några negativa drag, såsom fördomar, egoism, omogenhet, eller tunnelseende mot pengar, status eller hämnd. Under historien, medan vi lär känna figuren, växer den och förändras, tills den blir sympatisk. Ett välkänt exempel på den typen är Han Solo i Stjärnornas krig. Skådespelaren Clint Eastwood blev berömd på att spela den typen av antihjälte i filmer som Den gode, den onde och den fule och För en handfull dollar.

### Vardagspersonen
Ibland är antihjälten en vanlig person som helt saknar några specifika heroiska drag, men dessutom har några negativa drag. Sådana figurer är inte tillräckligt avskyvärda för att klassas som skurkar, men de saknar också de drag som skiljer hjältar från vanliga människor. De brukar i regel kastas in i extraordinära omständigheter, som de inte kan styra över, men som en traditionell hjälte skulle kunna hantera. 
Några exempel på sådana figurer är Homer Simpson från The Simpsons, Arthur Dent från Liftarens guide till galaxen och Philip J. Fry från Futurama. Den här typen beter sig inte alltid moraliskt och har sällan goda intentioner, vilket skiljer dem från vardagshjälten eller ofrivilliga hjältar som Scooby-Doo eller figurerna som Jackie Chan spelar, men ändå saknar de de illvilliga drag som skurkaktiga hjältar som till exempel Shakespeares Richard III visar upp. Ett annat exempel är Kalle Anka.

### Skurken
Ibland har huvudpersonen i en berättelse inga förmildrande drag över huvudet taget. Denna är helt klart en skurk, men utgör ändå berättelsens fokus, och de andra karaktärerna är så pass svagt framträdande att de inte erbjuder några andra perspektiv. Läsaren eller tittaren tvingas att sympatisera eller relatera till en helt fruktansvärd person, och konfrontera sina känslor för den typen av protagonist. Pinkie Brown från Graham Greenes roman Brighton Rock, Light Yagami från Death Note manga/anime-serien, Alex DeLarge från En apelsin med urverk, Eric Cartman från South Park animerade TV-serien, Frank Underwood från House of Cards TV-serien, Patrick Bateman från American Psycho, Morgoth från Tolkiens Silmarillion och Rikard III från William Shakespeares pjäs är exempel på den typen av antihjälte. Freddy Krueger, Jason Voorhees, Pinhead, Michael Myers, Jigsaw, Christoffer Silfverbielke och många andra mördare i skräckfilmer är också bra exempel.